# 應振緒
應振緒（1832年—1914年），字赞夫，号芬贻，又号棻诒，浙江省金華府永康縣芝英人，清朝政治人物、书法家。

## 生平
应振绪自幼由父亲应思超教诲，先后受业于杭州紫阳书院、上海龙门书院。同治十八年（1892年）中壬辰科举人。光緒二年（1876年）中式丙子恩科進士。同年五月（6月3日），著分六部學習。授官户部主事。期间畿辅水灾，振绪助赈有功，得到朝廷旌表。致仕回乡后，任崇功书院山长。

## 成就
振绪工书法，其行草，清秀飘逸。